# Bonne Marie Félicité de Sérent
Bonne Marie Félicité de Sérent, född 1739, död 1823, var en fransk hovfunktionär.  Hon var överhovmästarinna till Marie Therese av Frankrike 1799-1823. Hon var känd som reaktionär auktoritär monarkist under franska revolutionen och agerade som den före detta kungafamiljens hemliga kontaktperson under deras fångenskap i Temple. 